# Adolphe de Saint-Germain
Pour les articles homonymes, voir Saint-Germain.
Adolphe Georges Joseph de Saint-Germain, né le 20 juin 1833 à Mordelles (Ille-et-Vilaine) et décédé le 17 juin 1907 à Rennes (Ille-et-Vilaine), est un général et homme politique français.

## Biographie
Élève de l'École polytechnique, il intègre l'arme de l'artillerie et entame une brillante carrière militaire. Il participe à la Campagne d'Italie (1859), à l'Intervention française au Mexique, à la Guerre franco-allemande de 1870 et à la répression contre la Commune de Paris (1871). Il est fait colonel commandant le 6e régiment d'artillerie en 1885 et général de brigade en 1887. Sous-chef d'état-major général de l'armée de 1887 à 1891, il est promu général de division en 1891 et commandant de la place de Paris en 1895. 
En 1901, il est élu sénateur d'Ille-et-Vilaine et siège à droite. Il s'occupe des questions militaires. Il meurt en fonction en 1907.
Le général de Saint-Germain était Grand Officier de la Légion d'honneur.

## Sources
- « Dossier de Légion d'honneur d'Adolphe de Saint-Germain. »
- « Adolphe de Saint-Germain », dans le Dictionnaire des parlementaires français (1889-1940), sous la direction de Jean Jolly, PUF, 1960 [détail de l’édition]